# 拉科隆日
拉科隆日（法語：Lacollonge，法語發音：[lakɔlɔ̃ʒ]）是法国勃艮第-弗朗什-孔泰大区贝尔福地区省的一个市镇，位于该省东部偏北，属于贝尔福区。

## 地理
拉科隆日（47°39'50"N, 6°57'36"E）面积1.92 平方千米，位于法国勃艮第-弗朗什-孔泰大區贝尔福地区省，该省份为法国东北部内陆省份，东临上莱茵省，北起孚日省，西接上索恩省，南与杜省和瑞士接壤。
与拉科隆日接壤的市镇（或旧市镇、城区）包括：默农库尔、方丹、拉里维耶尔、法方。

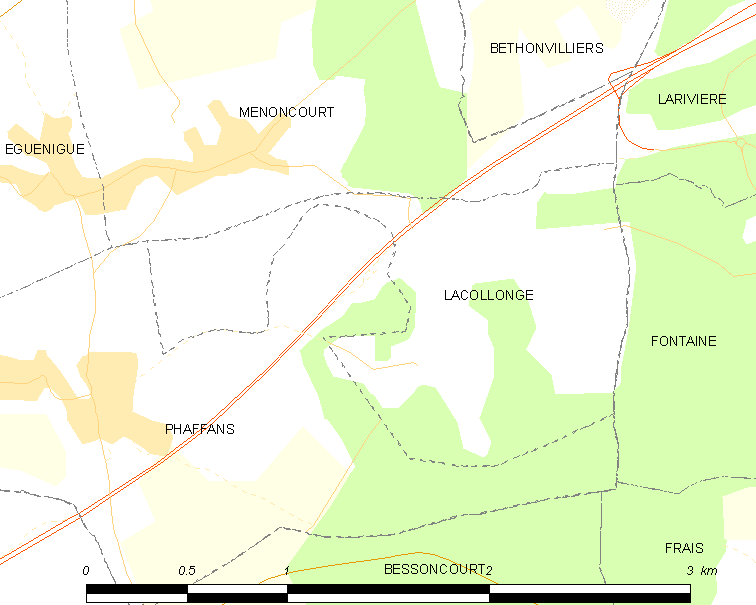
拉科隆日的OSM定位图

拉科隆日的时区为UTC+01:00、UTC+02:00（夏令时）。

## 行政
拉科隆日的邮政编码为90150，INSEE市镇编码为90059。

## 政治
拉科隆日所属的省级选区为格朗维拉尔县。

## 人口

1962-2008年间拉科隆日人口变化图示

拉科隆日于2022年1月1日时的人口数量为234人。